# Next Generation (Album)
Next Generation ist das zweite Studioalbum der deutschen Band Culcha Candela. Es erschien am 12. September 2005 bei Homeground Records unter exklusiver Lizenz an Universal.

## Titelliste
| #  | Titel                                       | Musik                             | Text                            | Sprache                     | Länge |
| -- | ------------------------------------------- | --------------------------------- | ------------------------------- | --------------------------- | ----- |
| 1  | Fuego                                       | Culcha Candela                    | Culcha Candela                  | Spanisch, Englisch, Deutsch | 3:34  |
| 2  | Next Generation                             | David Vogt, Culcha Candela        | Culcha Candela, S. Müller-Lerch | Englisch, Spanisch, Deutsch | 4:25  |
| 3  | Mother Earth                                | Kraans de Lutin, Farhad Samadzada | Kraans de Lutin, Culcha Candela | Englisch, Deutsch, Spanisch | 4:01  |
| 4  | Una Senereta                                | Culcha Candela                    | Culcha Candela                  | Englisch, Spanisch          | 3:18  |
| 5  | Who Got The Key                             | Kraans de Lutin, Culcha Candela   | Culcha Candela, S. Müller-Lerch | Englisch                    | 5:02  |
| 6  | Una Cosa                                    | Kraans de Lutin, Culcha Candela   | Culcha Candela, S. Müller-Lerch | Spanisch, Deutsch           | 4:16  |
| 7  | Partybus                                    | Kraans de Lutin                   | Culcha Candela                  | Deutsch, Englisch, Spanisch | 3:40  |
| 8  | Comeback (feat. Mellow Mark & Martin Jondo) | Culcha Candela                    | Culcha Candela                  | Deutsch, Englisch, Spanisch | 3:47  |
| 9  | More Peace                                  | Culcha Candela                    | Culcha Candela                  | Englisch, Spanisch, Deutsch | 3:58  |
| 10 | Schweinwelt                                 | Farhad Samadzada                  | Culcha Candela                  | Deutsch, Spanisch           | 4:03  |
| 11 | 2ter Blick                                  | Culcha Candela                    | Culcha Candela                  | Deutsch, Spanisch           | 4:15  |
| 12 | La Bicicleta                                | Culcha Candela                    | Culcha Candela                  | Spanisch                    | 3:50  |
| 13 | Tanzǃ                                       | Culcha Candela                    | Culcha Candela                  | Deutsch, Spanisch           | 2:48  |
| 14 | Give Thanks                                 | Culcha Candela                    | Culcha Candela                  | Englisch, Spanisch          | 5:27  |

## Kritische Rezeption
CDstarts.de beschrieb das Album als „kleinen Vorgeschmack auf die neue Reggae-Hysterie in Deutschland“, lobte insbesondere die sozialkritischen Titel Mother Earth und More Peace, kritisierte allerdings die partylastigeren Titel Partybus und 2ter Blick und vergab .
Auch laut.de äußerte sich positiv und beschrieb den Stil folgendermaßen: „Sie gehen weiter, scheren sich kaum um musikalische Grenzen und engagieren sich in ihren Texten gegen Missstände, ohne den Party-Faktor zu vergessen“. Der Autor Benjamin Fuchs vergab .

## Chartplatzierungen
Album

| Jahr | Titel           | Höchstplatzierung, Gesamtwochen, AuszeichnungChartplatzierungen (Jahr, Titel, Platzierungen, Wochen, Auszeichnungen, Anmerkungen) | Höchstplatzierung, Gesamtwochen, AuszeichnungChartplatzierungen (Jahr, Titel, Platzierungen, Wochen, Auszeichnungen, Anmerkungen) | Höchstplatzierung, Gesamtwochen, AuszeichnungChartplatzierungen (Jahr, Titel, Platzierungen, Wochen, Auszeichnungen, Anmerkungen) | Anmerkungen                              |
| Jahr | Titel           | DE | AT | CH | Anmerkungen                              |
| ---- | --------------- | --- | --- | --- | ---------------------------------------- |
| 2005 | Next Generation | DE20 (4 Wo.)DE | AT73 (1 Wo.)AT | — | Erstveröffentlichung: 12. September 2005 |

Singles

| Jahr | Titel           | Höchstplatzierung, Gesamtwochen, AuszeichnungChartplatzierungen (Jahr, Titel, , Platzierungen, Wochen, Auszeichnungen, Anmerkungen) | Höchstplatzierung, Gesamtwochen, AuszeichnungChartplatzierungen (Jahr, Titel, , Platzierungen, Wochen, Auszeichnungen, Anmerkungen) | Höchstplatzierung, Gesamtwochen, AuszeichnungChartplatzierungen (Jahr, Titel, , Platzierungen, Wochen, Auszeichnungen, Anmerkungen) | Anmerkungen                             |
| Jahr | Titel           | DE | AT | CH | Anmerkungen                             |
| ---- | --------------- | --- | --- | --- | --------------------------------------- |
| 2005 | Next Generation | DE90 (2 Wo.)DE | — | — | Erstveröffentlichung: 5. September 2005 |
| 2005 | Comeback        | — | — | — | Erstveröffentlichung: 9. Dezember 2005  |